# Беничанці
45°38′ пн. ш. 18°11′ сх. д. / 45.63° пн. ш. 18.18° сх. д.
Беничанці (хорв. Beničanci) — населений пункт у Хорватії, в Осієцько-Баранській жупанії у складі громади Маґаденоваць.

## Населення
Населення за даними перепису 2011 року становило 520 осіб.
Динаміка чисельності населення поселення:

## Клімат
Середня річна температура становить 11,10 °C, середня максимальна – 25,40 °C, а середня мінімальна – -5,91 °C. Середня річна кількість опадів – 677 мм.
| Клімат поселення                              | Клімат поселення | Клімат поселення | Клімат поселення | Клімат поселення | Клімат поселення | Клімат поселення | Клімат поселення | Клімат поселення | Клімат поселення | Клімат поселення | Клімат поселення | Клімат поселення | Клімат поселення |
| Показник                                      | Січ.             | Лют.             | Бер.             | Квіт.            | Трав.            | Черв.            | Лип.             | Серп.            | Вер.             | Жовт.            | Лист.            | Груд.            |                  |
| Середній максимум, °C                         | 6,11             | 8,14             | 12,68            | 17,33            | 22,51            | 25,40            | 25,18            | 24,63            | 20,39            | 15,06            | 9,20             | 5,20             |                  |
| Середня температура, °C                       | 0,12             | 2,10             | 6,67             | 11,29            | 16,50            | 19,39            | 21,41            | 20,87            | 16,64            | 11,30            | 5,46             | 1,40             |                  |
| Середній мінімум, °C                          | −5,91            | −3,88            | 0,66             | 5,31             | 10,50            | 13,39            | 17,65            | 17,09            | 12,87            | 7,51             | 1,69             | −2,31            |                  |
| Норма опадів, мм                              | 42               | 38               | 40               | 52               | 64               | 87               | 62               | 62               | 52               | 59               | 66               | 53               |                  |
| Середньомісячна швидкість вітру, м/с          | 2.29             | 2.50             | 2.80             | 2.70             | 2.40             | 2.20             | 2.16             | 2.00             | 2.00             | 2.06             | 2.20             | 2.30             |                  |
| Середньомісячна сонячна радіація, кДж/м²·день | 4178             | 6897             | 10787            | 15357            | 19333            | 21470            | 22281            | 20192            | 14914            | 9186             | 4713             | 3529             |                  |
| --------------------------------------------- | ---------------- | ---------------- | ---------------- | ---------------- | ---------------- | ---------------- | ---------------- | ---------------- | ---------------- | ---------------- | ---------------- | ---------------- | ---------------- |
| Джерело:                                      |                  |                  |                  |                  |                  |                  |                  |                  |                  |                  |                  |                  |                  |